# Турингурт
Турингу́рт (рос. Турынгурт) — присілок у складі Увинському районі Удмуртії, Росія.

## Населення
Населення — 89 осіб (2010; 95 в 2002).
Національний склад станом на 2002 рік:
- росіяни — 65 %
- удмурти — 34 %

## Урбаноніми[3]
- вулиці — Центральна